# Diana Wynne Jones
Diana Wynne Jones (Londra, 16 agosto 1934 – Bristol, 26 marzo 2011) è stata una scrittrice inglese.
Considerata uno dei maggiori autori fantasy e per ragazzi del Novecento, ha influenzato numerosi altri romanzieri dopo di lei, tra cui J.K. Rowling, Neil Gaiman e Susanna Clarke. In Italia è conosciuta principalmente per la Trilogia di Howl composta da Il castello errante di Howl (dal quale è stato tratto l'omonimo film d'animazione dello Studio Ghibli), Il castello in aria e La casa per Ognidove.

## Biografia
Diana Wynne Jones nacque a Londra il 16 agosto 1934, figlia di Marjorie Jackson e Richard Aneurin Jones, entrambi insegnanti.
Nell'imminenza della guerra, poco dopo il suo quinto compleanno, fu evacuata in Galles; si spostò poi molte volte, passando anche alcuni periodi a Coniston Water, York, e di nuovo a Londra. Nel 1943 infine la sua famiglia si stabilì definitivamente a Thaxted, in Essex, dove i genitori gestivano un centro congressi. Qui, Jones e le sue due sorelle più piccole Isobel (diventata in seguito Isobel Armstrong, critica letteraria) e Ursula trascorsero un'infanzia infelice, lasciate per lo più a sé stesse. Dopo aver frequentato la Friends School Saffron Walden, Jones studiò inglese al St Anne's College di Oxford, dove assistette a lezioni di C. S. Lewis e di J. R. R. Tolkien. Si laureò nel 1956, e nello stesso anno sposò John Burrow, studioso di letteratura medievale, da cui ebbe tre figli: Richard, Michael e Colin. Dopo un breve periodo a Londra, nel 1957 la coppia tornò ad Oxford, dove risiedette fino al trasferimento a Bristol nel 1976.
È morta a Bristol il 26 marzo 2011 all'età di 76 anni a seguito di un tumore polmonare.

## Libri
I libri di Jones sono caratterizzati dalla presenza di situazioni assurde-ma-logiche (particolarmente evidenti in alcuni finali), acute osservazioni sociali, e/o sottile parodia di forme letterari esistenti.
I libri di Harry Potter sono stati spesso paragonati alle opere di Diana Wynne Jones. Molti dei suoi primi libri per ragazzi erano andati fuori catalogo negli anni passati, ma vengono ora ristampati per il risvegliato interesse dei più giovani per il fantasy e la lettura.
I lavori di Jones sono stati paragonati anche a quelli di Robin McKinley e di Neil Gaiman. In realtà, la scrittrice manteneva rapporti d'amicizia con Gaiman e i due erano fan dei reciproci lavori: Jones gli ha dedicato il romanzo Hexwood, per ringraziarlo di una loro conversazione che le ispirò una parte importante della trama. Gaiman aveva già dedicato nel 1991 la mini-serie a fumetti The Books of Magic a quattro streghe, una delle quali era proprio Jones.

## Premi
Vita stregata, il primo libro della serie di Chrestomanci, ha vinto nel 1977 il premio Guardian Award for Children's Books. Jones è stata inoltre candidata una volta al premio Children's Book Award nel 1981, e due volte alla Carnegie Medal. Nel 1999 ha vinto due dei maggiori premi letterari fantasy: la sezione per ragazzi del Mythopoeic Awards negli USA, e il Karl Edward Wagner Award nel Regno Unito, premio assegnato dalla British Fantasy Society a individui e organizzazioni che hanno avuto un'influenza significativa nel fantasy.
Nel luglio 2006, Diana Wynne Jones ha ricevuto un dottorato honoris causa dalla University of Bristol.

## Adattamenti cinematografici e televisivi
Dal libro Il castello errante di Howl è stato tratto l'omonimo film animato del 2004, diretto dal regista giapponese Hayao Miyazaki e prodotto dallo Studio Ghibli; la versione italiana è stata realizzata nel 2005.
Inoltre Archer's Goon fu adattato per la televisione nel 1992.
Nel 2020 lo Studio Ghibli torna nuovamente ad adattare un'opera dell'autrice, Earwig e la strega, affidando la regia a Gorō Miyazaki.

## Opere
- Nella serie Chrestomanci:
  - Vita stregata
  - Le vite perdute di Christopher Chant
  - Scherzi del destino (Conrad’s Fate. 2005, ISBN 0-00-719085-9)
  - Strega di classe
  - I maghi di Caprona
- Nella serie di Howl:
  - Il castello errante di Howl - vincitore del Premio Phoenix (2006)
  - Il castello in aria
  - La casa per Ognidove
- La congiura di Merlino
- La città del tempo
- Fuoco e cicuta
- Gli otto giorni di Luke
- Earwig e la strega